# سوسیس

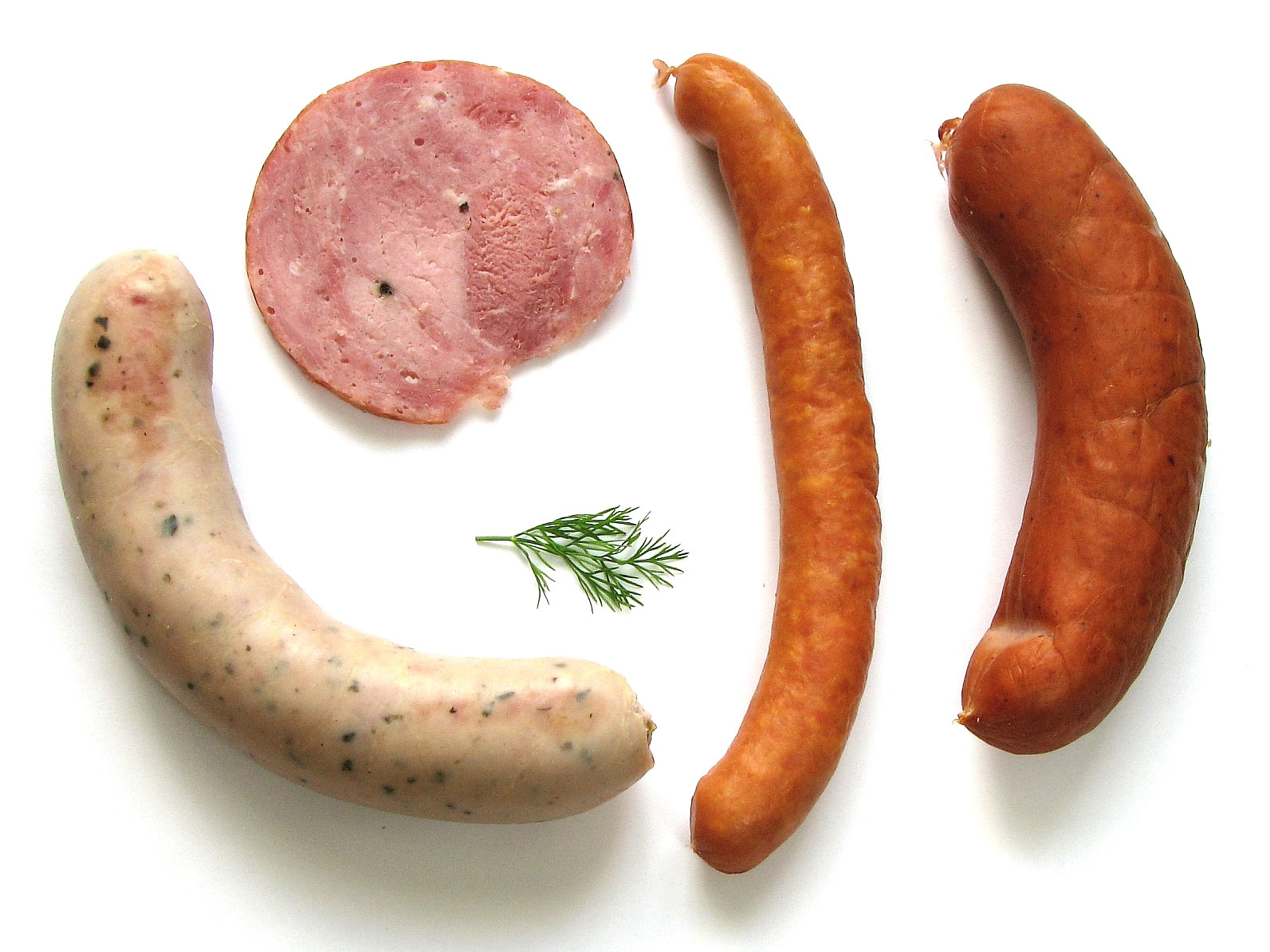
انواع سوسیس دودی و ادویه‌دار لهستانی معروف به کیلباسا

سوسیس
(به فرانسوی: Saucisse) (در روسی: Колбаса، کُلباسا) گونه‌ای غذای آماده است که از گوشت چرخ‌کرده و گاهی سبزیجات خوراکی به همراه چربی حیوانی، نمک، ادویه و گاهی گیاهان معطر تهیه می‌شود. معمولاً روی سوسیس‌ها، گونه‌ای پوشش قرار می‌گیرد و به طور سنتی، این پوشش از روده حیوانات تهیه می‌گردد. امروزه جنس این رویه‌ها معمولاً از کلاژن یا سلولز یا حتی پلاستیک، می‌باشد. سوسیس‌ها به دلیل مواد نگهدارنده افزوده شده به آنها، تاریخ مصرف طولانی مدتی دارند.

## واژه‌شناسی
سوسیس از واژه فرانسوی کهن saussich که خود از واژه لاتین salsus به معنی «نمک زده»، گرفته شده‌است و امروزه مفهوم این کلمه به Sausage تغییر یافته‌است چرا که روش تهیه آن تغییر کرده‌است و از روش‌های مختلف برای تهیه آن استفاده می‌شود.

## تاریخچه سوسیس و کالباس در ایران
تهیه سوسیس و کالباس در ایران به صورت کارخانه‌ای از سال ۱۳۰۷ خورشیدی توسط یک نفر روسی بنام افونامو در بندر انزلی با یک ماشین کوچک و دستی شروع گردید که روزانه احتیاجات عده‌ای از اتباع خارجی آن‌جا را تأمین می‌نمود. در سال ۱۳۰۹ خورشیدی شخص دیگری بنام لیشینسکی از اهالی شوروی سابق در بندر انزلی کارخانه کوچکی را راه اندازی کرد که روزانه۴۰–۵۰ کیلوگرم کالباس تهیه می‌نمود. در سال ۱۳۱۲ لیشینسکی کارخانه خود را از انزلی به تهران منتقل نمود و با کمک آرزومان آوانسیان که در روسیه در کارخانه کالباس‌سازی کار کرده بود و یک شخص آلمانی دیگر کارشان را در خیابان منوچهری تهران در یک پاساژ کوچک به کمک چهار تن از خانواده آرزومانیان شروع کردند که فرآوری آنها، سوسیس و کالباس و ژامبون بود و از ۴۰ تا ۵۰ کیلوگرم تجاوز نمی‌کرد. کل محصولات آن‌ها که نیازمند ۱۶ تا ۱۸ ساعت کار روزانه بود به مصرف مهاجرین روس و ارمنی‌ها می‌رسید. لیشینسکی پس از مدتی به روسیه بازگشت و کارخانه را به آرزومان واگذار کرد. آن زمان سوسیس و کالباس درجه یک و بدون تقلب کیلویی ۲۰ ریال بود. در سال ۱۳۱۶ آقای آندریاس آهارونیان اولین اغذیه فروشی نوین را در خیابان ولیعصر (چهار راه امیر اکرم سابق) با نام اغذیه آندره افتتاح نمود و با ارائه انواع غذاهای آماده و اولین ساندویچ ایران فصل جدیدی را برای ظهور رستورانهای امروزی (فست فودها) ایجاد کرد. با توجه به استقبال بی نظیر مردم، اغذیه فروشی آندره تصمیم گرفت تا جهت تأمین مواد اولیه مغازه مخصوصا سوسیس و کالباس، کارگاه خانگی خود را راه اندازی کند این کارگاه در سال ۱۳۶۹ به صورت کارخانه امروزی شرکت آندره در کمالشهر کرج به فعالیت خود ادامه داد. در سال ۱۳۳۷ هجری شمسی اولین کارخانه بزرگ سوسیس و کالباس با نام آرزومان در جنوب غربی تهران واقع در یافت آباد تأسیس شد که بنیان‌گذار و وارث آن آرزومانیان آوانسیان است. این کارخانه پس از انقلاب تحت نام گوشتیران فعالیتش را ادامه داد که زیر مجموعه بنیاد مستضعفان به‌شمار می‌رود. البته کارخانه کوچکی هم در سال ۱۳۰۹ هجری شمسی در تهران به نام اصل بلور مشغول بکار بود که تولید روزانه بسیار کمی داشت و توسط فردی به نام اختیاری بنا شده بود و بعداً به شاملیان و سپس به میکائیلیان واگذار شد. میکائیلیان را می‌توان وارث دومین کارخانه بزرگ سوسیس و کالباس و مجهز به دستگاه‌های مدرن دانست که در ابتدا در خیابان قوام‌السلطنه آغاز بکار کرد و سپس به شمس‌آباد نقل مکان کرد.
سوسیس و کالباس بخش اعظم فراورده‌های گوشتی مصرفی در ایران را تشکیل می‌دهند. مصرف سرانه سوسیس و کالباس در ایران تنها ۱۵۰ تا ۲۰۰گرم است، در حالی که این رقم در اروپا و آمریکا حتی به ۱۵ کیلوگرم هم می‌رسد. از لحاظ فناوری، تفاوت چندانی بین کالباس و سوسیس وجود ندارد و اختلاف آن‌ها به قطر، درصد رطوبت، مقدار و نوع گوشت، چربی، فرمول مواد افزودنی و چاشنی و ادویه‌جات برمی‌گردد. برای ماندگاری کالباس و سوسیس استفاده از نگهدارنده‌هایی همچون نیتریت سدیم و نمک استفاده می‌شود. این مواد از رشد میکروب‌ها و به ویژه انواع بی‌هوازی مثل کلستریدیوم جلوگیری می‌کنند و نیز در ایجاد رنگ صورتی و طعم و بوی گوشت سوسیس و کالباس مؤثر هستند. حد مجاز استعمال «نیتریت» در سوسیس و کالباس حدود ۱۲۰ پی.پی. ام یا قسمت در میلیون است. در صورتی که در فرمولاسیون سوسیس و کالباس فقط از نمک طعام استفاده شود و نیتریت به کار نرود، این محصولات به رنگ سفید- خاکستری در خواهد آمد. به این‌گونه فراورده‌ها اصطلاحاً «محصولات سفید» نیز می‌گویند. در صورتی که برای تهیه آن‌ها بدون استفاده از نیتریت از گوشت گاو کم چربی به کار رود، فراورده‌ها به رنگی مایل به خاکستری روشن در خواهد آمد.

## مضرات احتمالی
از واکنش و ترکیب احتمالی نیتریت با آمین‌ها (مواد موجود در گوشت) موادی تحت عنوان «نیتروزامین‌ها» پدید می‌آیند که سرطان‌زا شناخته شده‌اند. این واکنش تحت تأثیر میکروب‌های روده و در شرایط اسیدی و حرارت بالا تسهیل می‌شود. البته آنتی‌اکسیدان‌های موجود در این فراورده‌ها، تا حدودی از عوارض احتمالی خواهند کاست.
سوسیس و کالباس دارای چربی زیادی هستند. محتوای چربی به ویژه چربی‌های اشباع و ترانس در این محصول بالاست که با جذب روغن در طی سرخ کردن چربی آن بالاتر می‌رود. هر ۳۰ گرم سوسیس (حدود یک عدد سوسیس کوکتل) ۸ گرم چربی، ۱۹ میلی‌گرم کلسترول و ۳۲۰ میلی‌گرم سدیم دارد و کمتر از ۳ درصد آهن موردنیاز را تأمین می‌کند. میزان بالای نمک در این محصول موجب پرفشاری می‌شود. مصرف بیش از حد مواد افزودنی در سوسیس و کالباس خطرناک است و رادیکال‌های آزاد که بر اثر استفاده از این مواد به وجود می‌آید، می‌تواند یک سلول سالم را به سمت سرطانی شدن سوق دهد. سوسیس و کالباس به دلیل داشتن چربی و روغن باعث چاقی و اضافه وزن می‌شوند. نیتروزامین موجود در سوسیس و کالباس در بدن می‌تواند باعث بروز مسمومیت با علائمی همچون سردرد، تهوع و دل درد می‌شود. استفاده زیاد از سوسیس و کالباس می‌تواند موجب بیماری ریفلاکس معده (ترش کردن غذا) شود. وجود نیترات در غذاها و تبدیل آن به اکسید نیتریت در معده عاملی برای شلی و بروز ریفلاکس محسوب می‌شود. همچنین فسفات موجود در این محصولات با pH بالایی که دارد ضمن ایجاد اختلال در جذب کلسیم توسط بدن، احتمال ابتلا به پوکی استخوان را در افراد به ویژه زنان یائسه و سالمندان افزایش می‌دهد.
در شهریور سال ۱۳۸۸ اداره استاندارد تهران اقدام به نمونه‌برداری از ۲۶ نمونه سوسیس و کالباس و همبرگر از مراکز عرضه و فروشگاه‌های زنجیره‌ای کرد و این نمونه‌ها از نظر منشأ بافت گوشتی مورد آزمون قرار گرفت. نتایج این آزمون نشان داد که از ۲۰ نمونه سوسیس و کالباس ۱۸ مورد نامنطبق بودند.

## نگارخانه

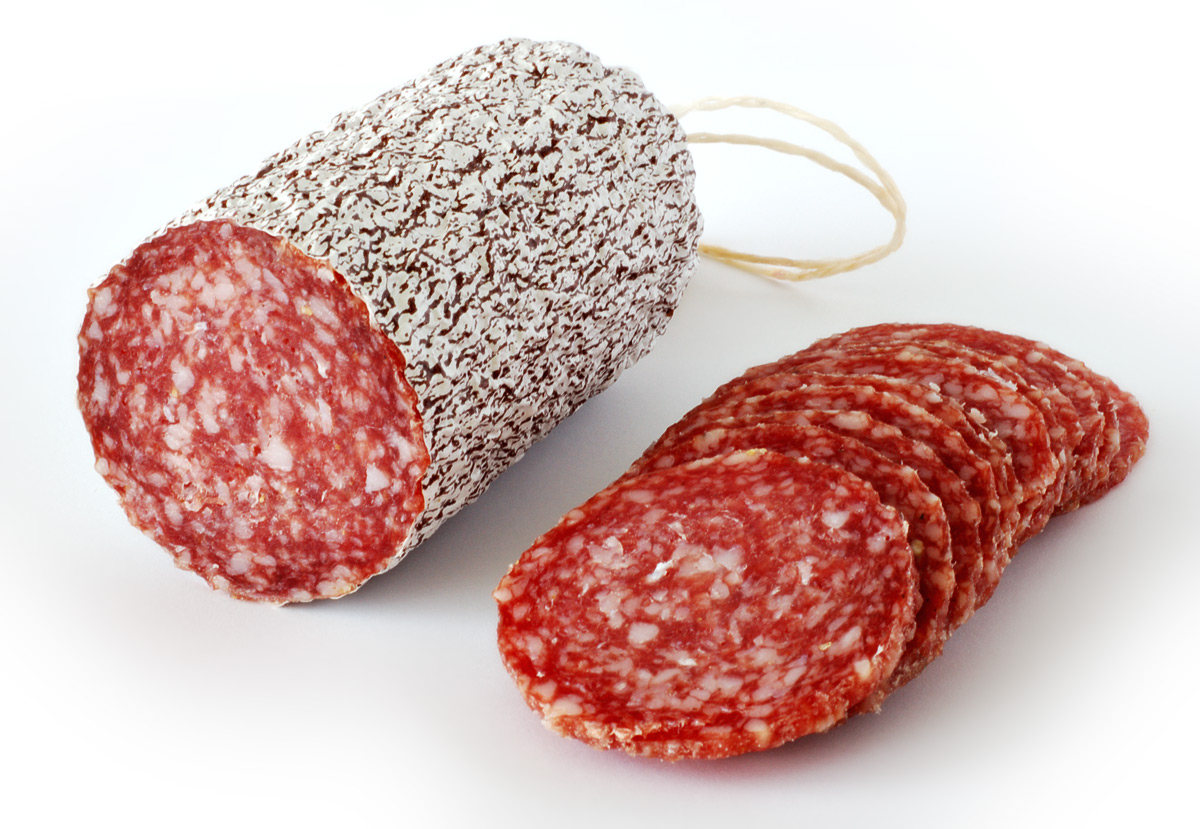
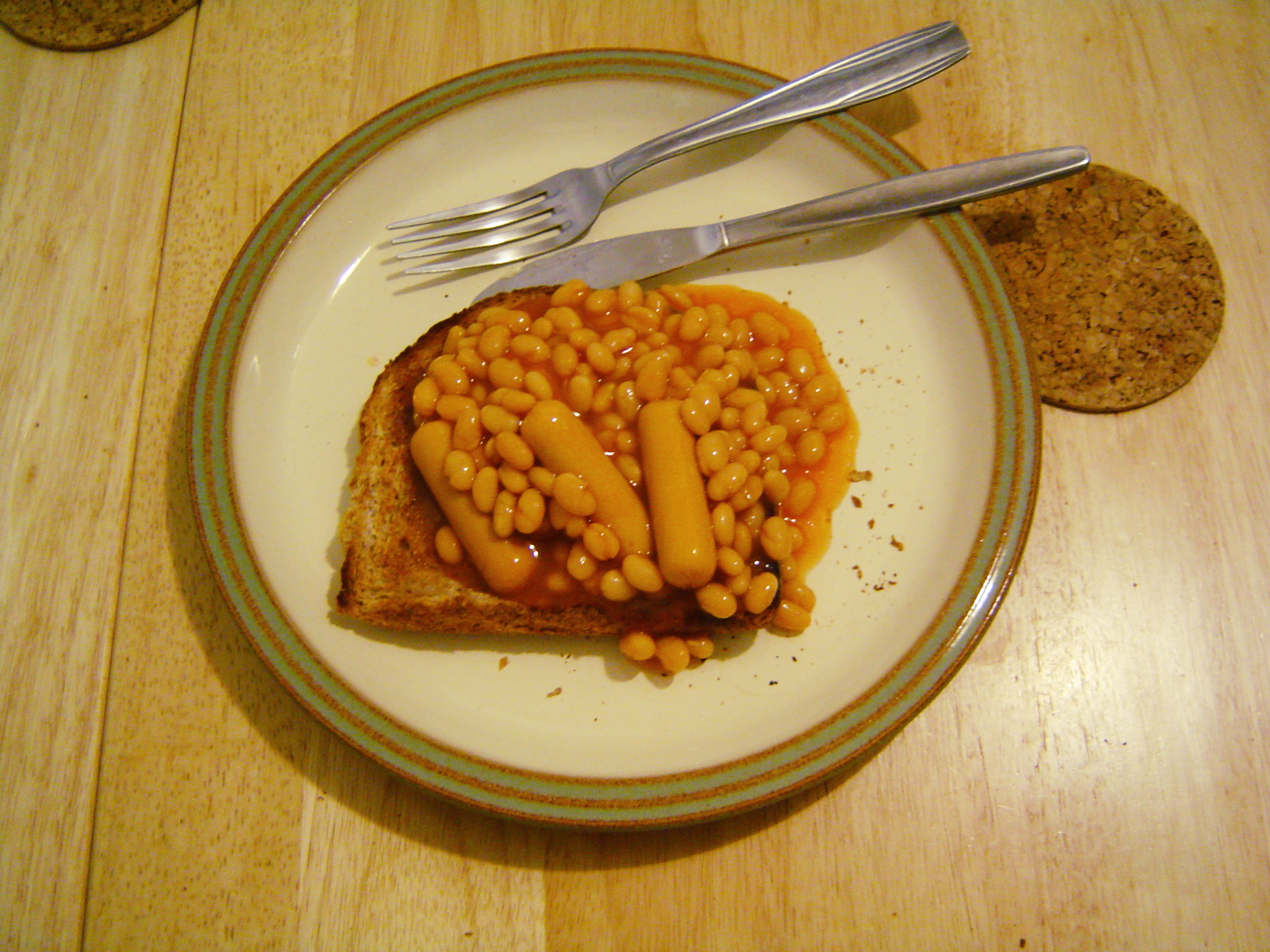
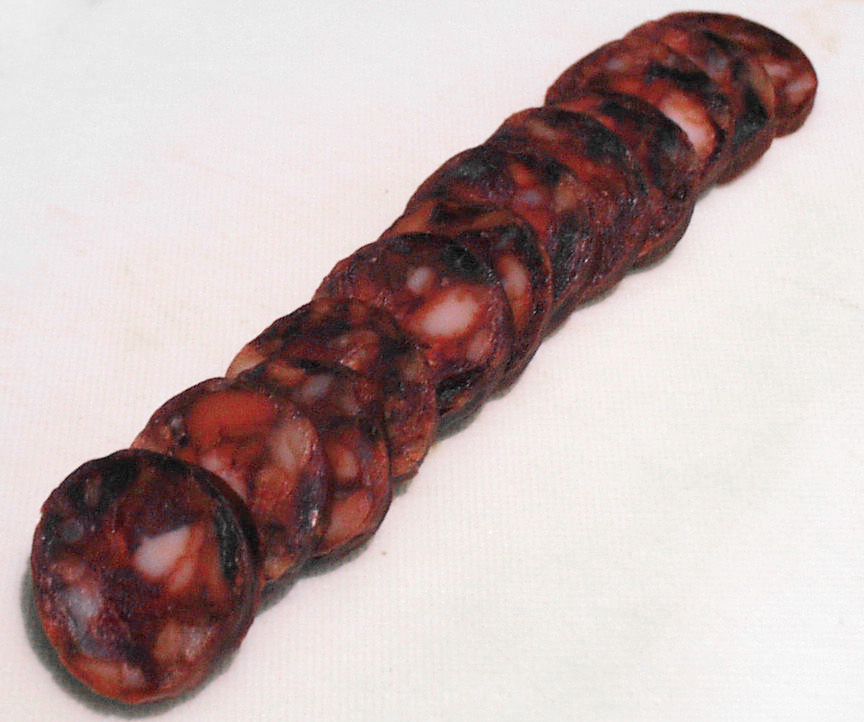
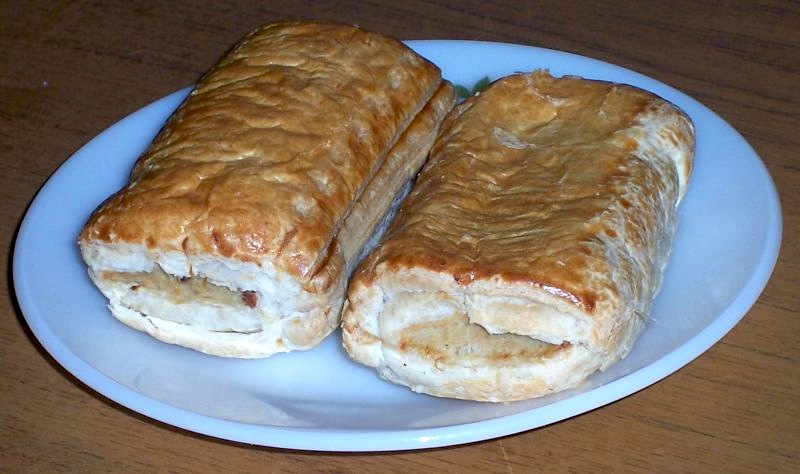
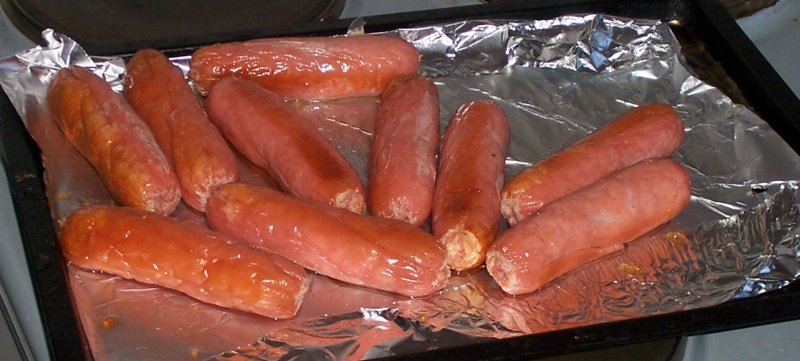
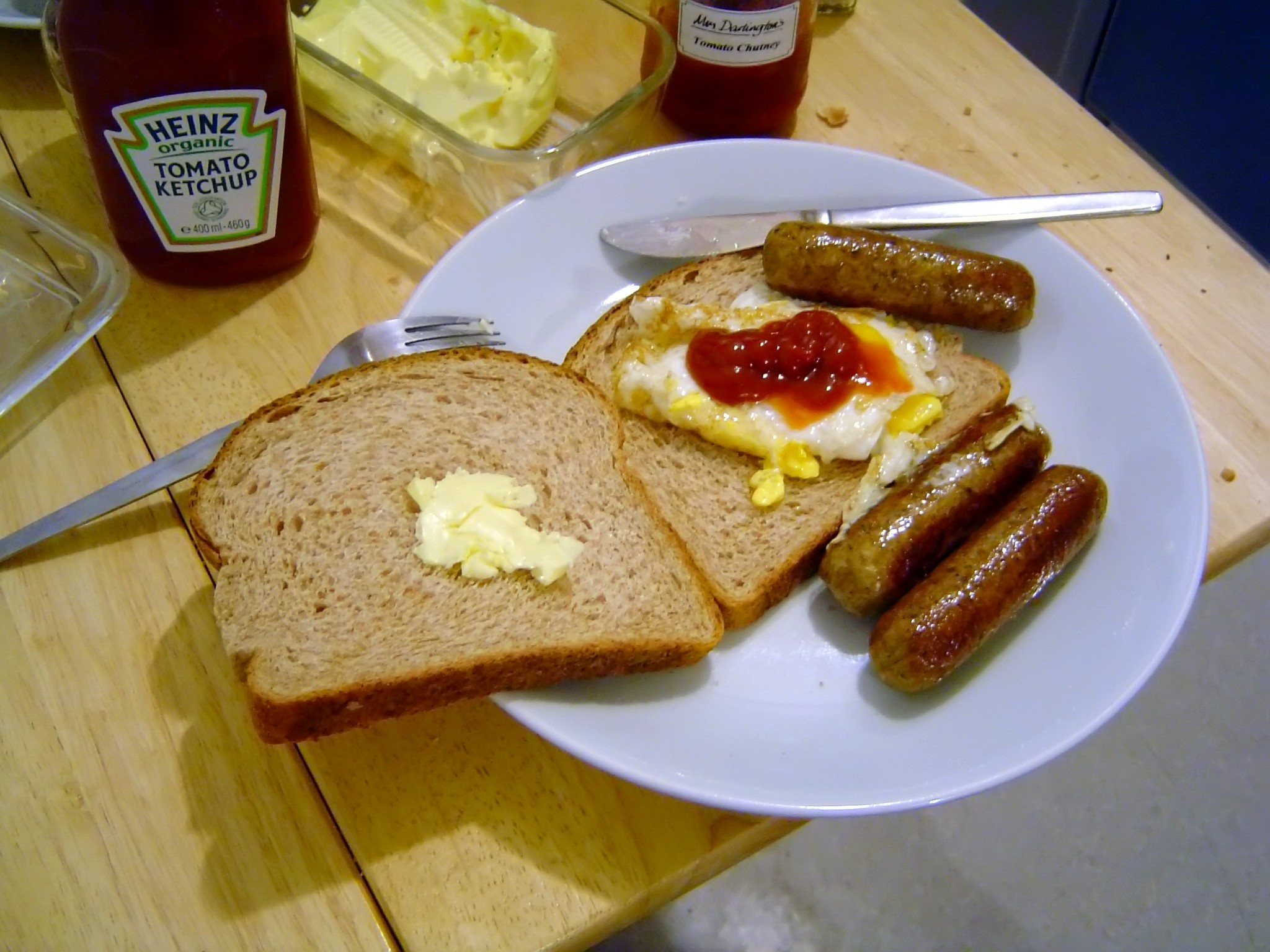
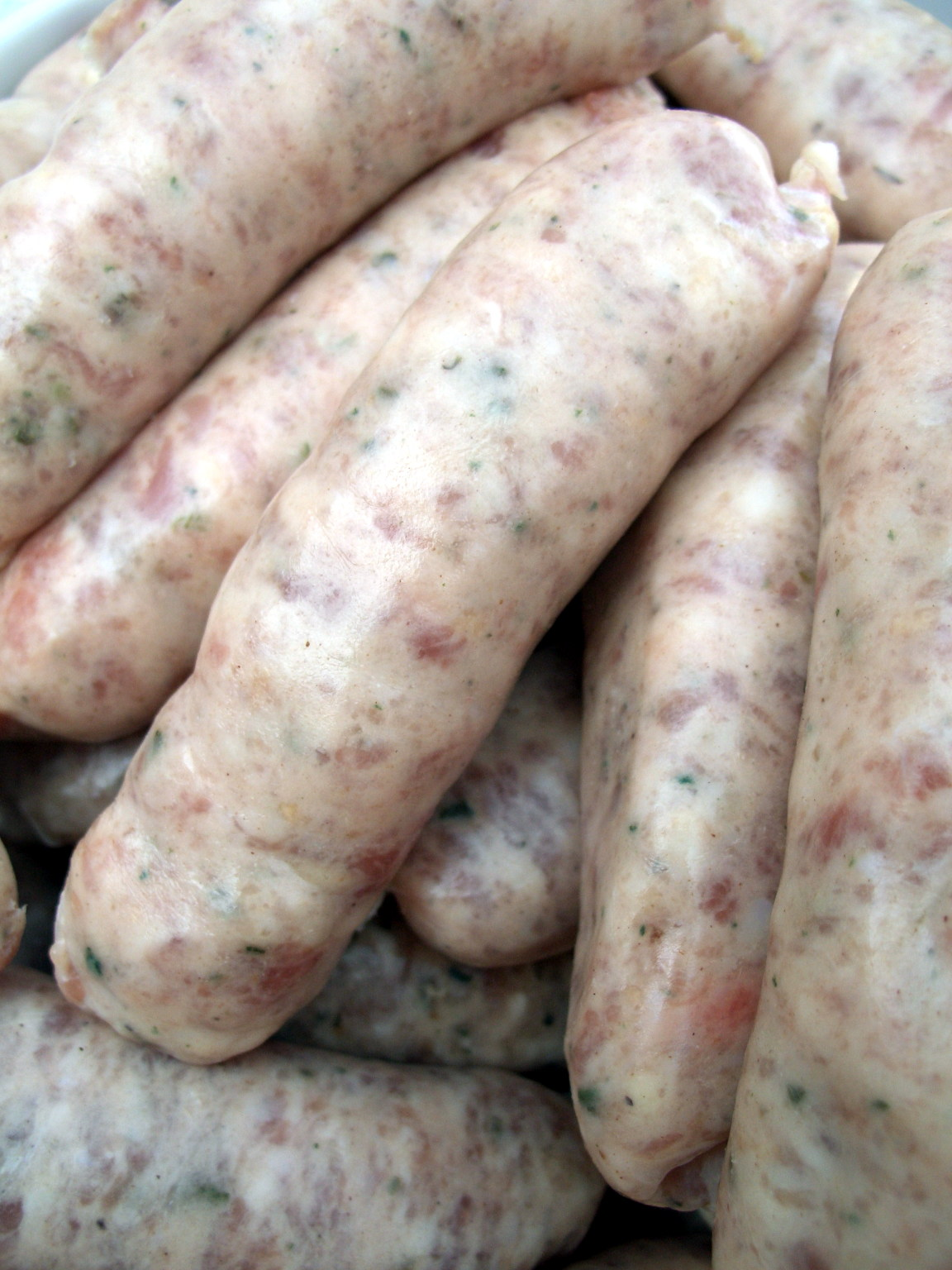
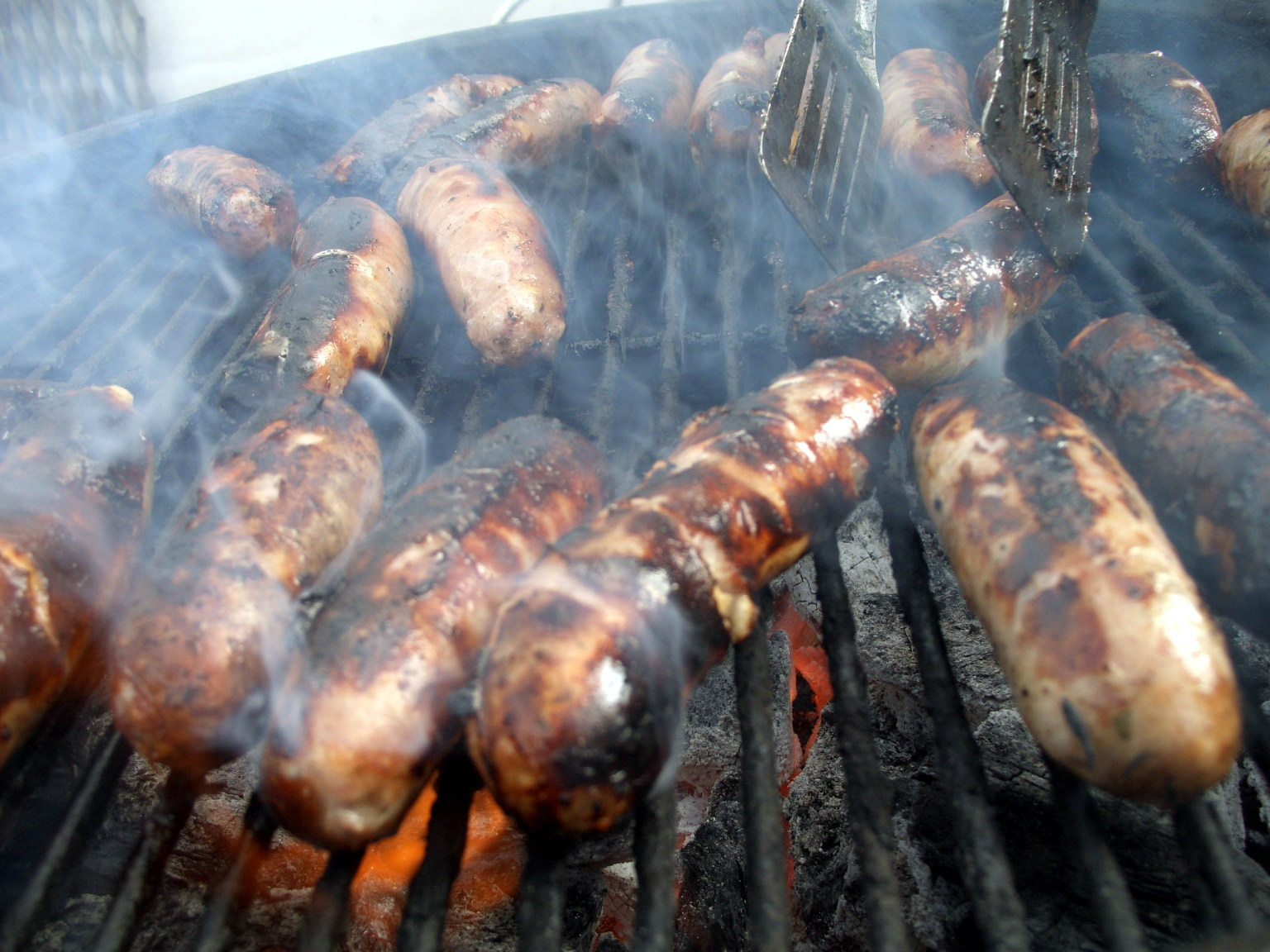
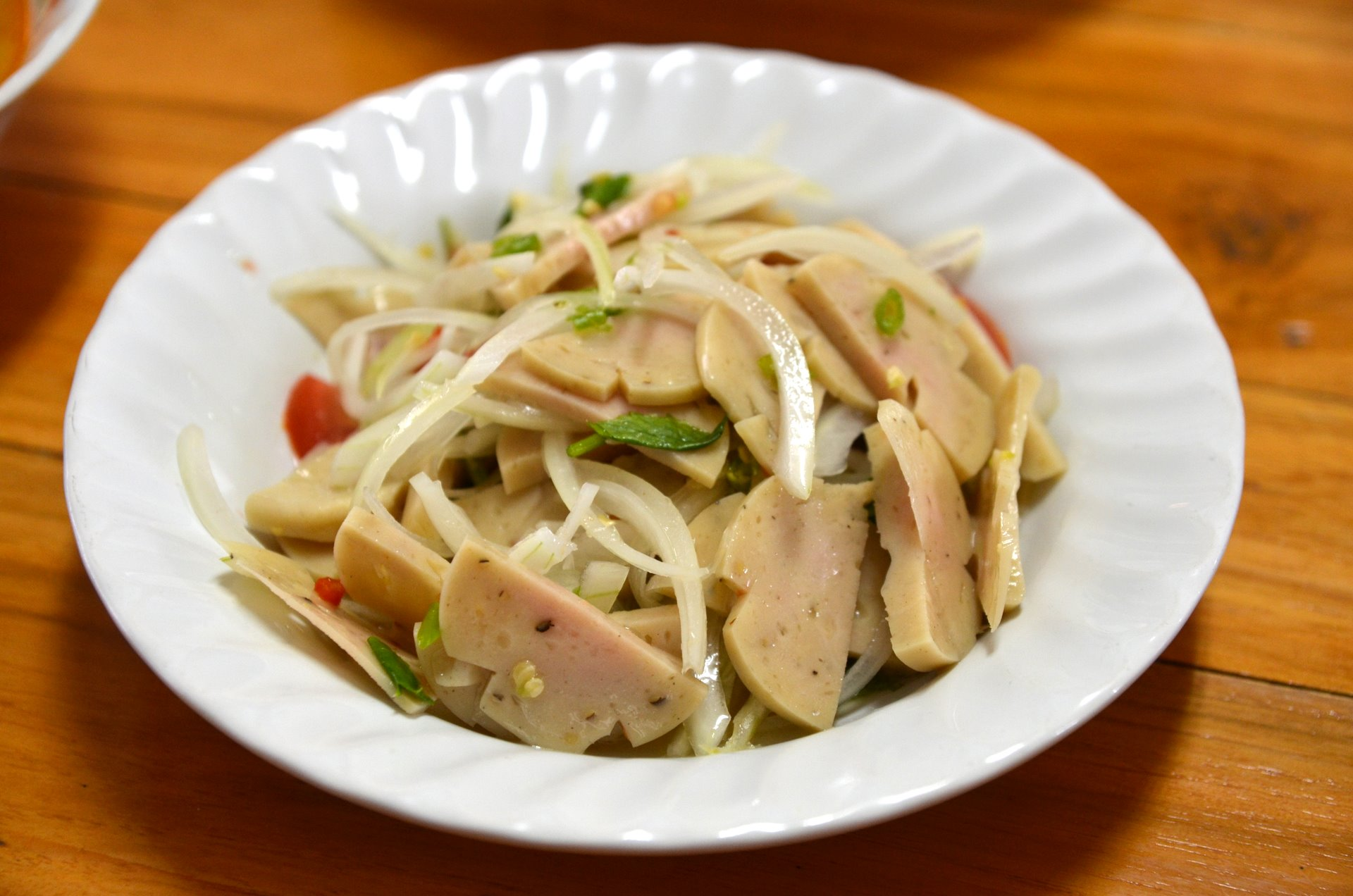
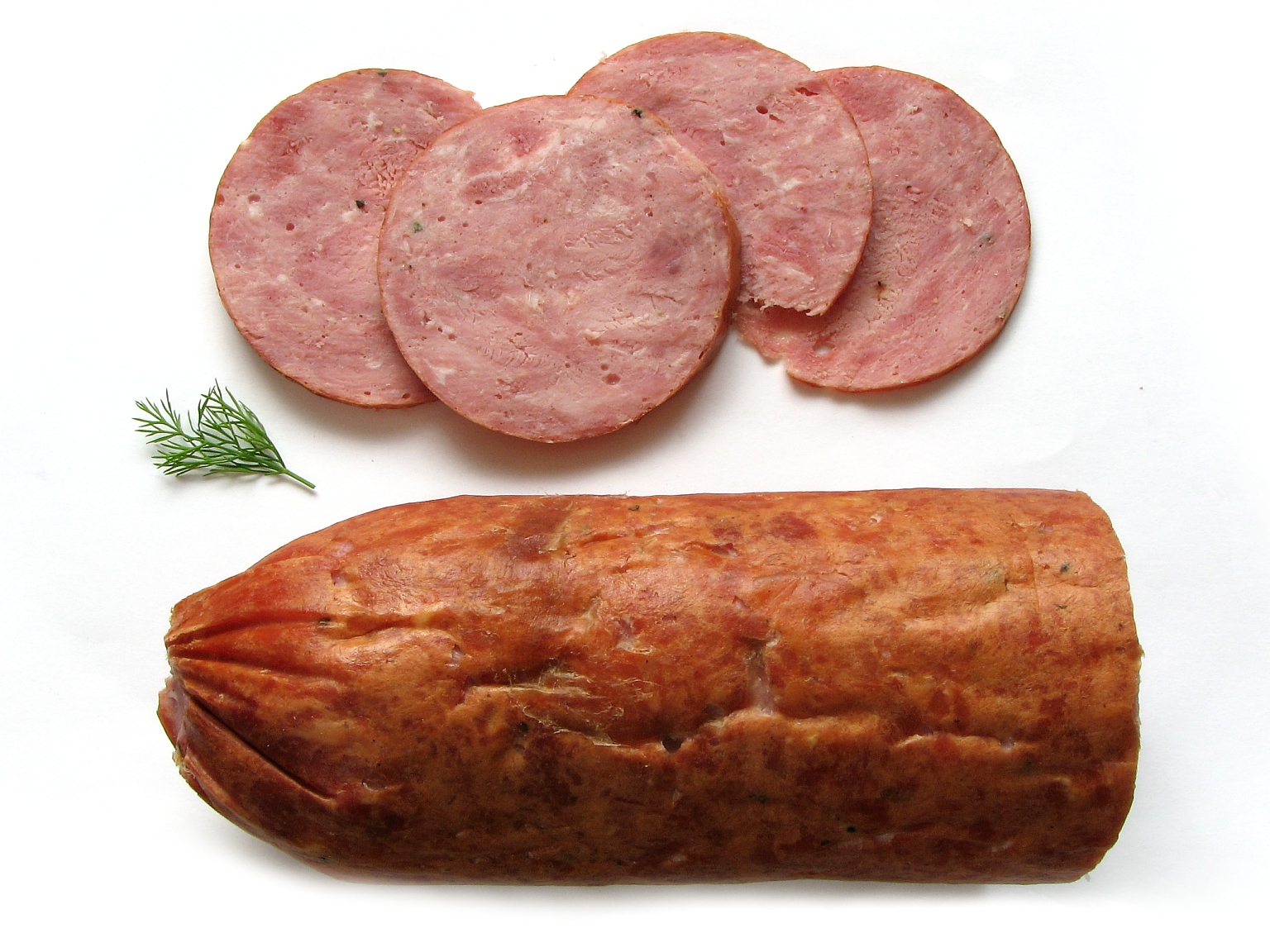
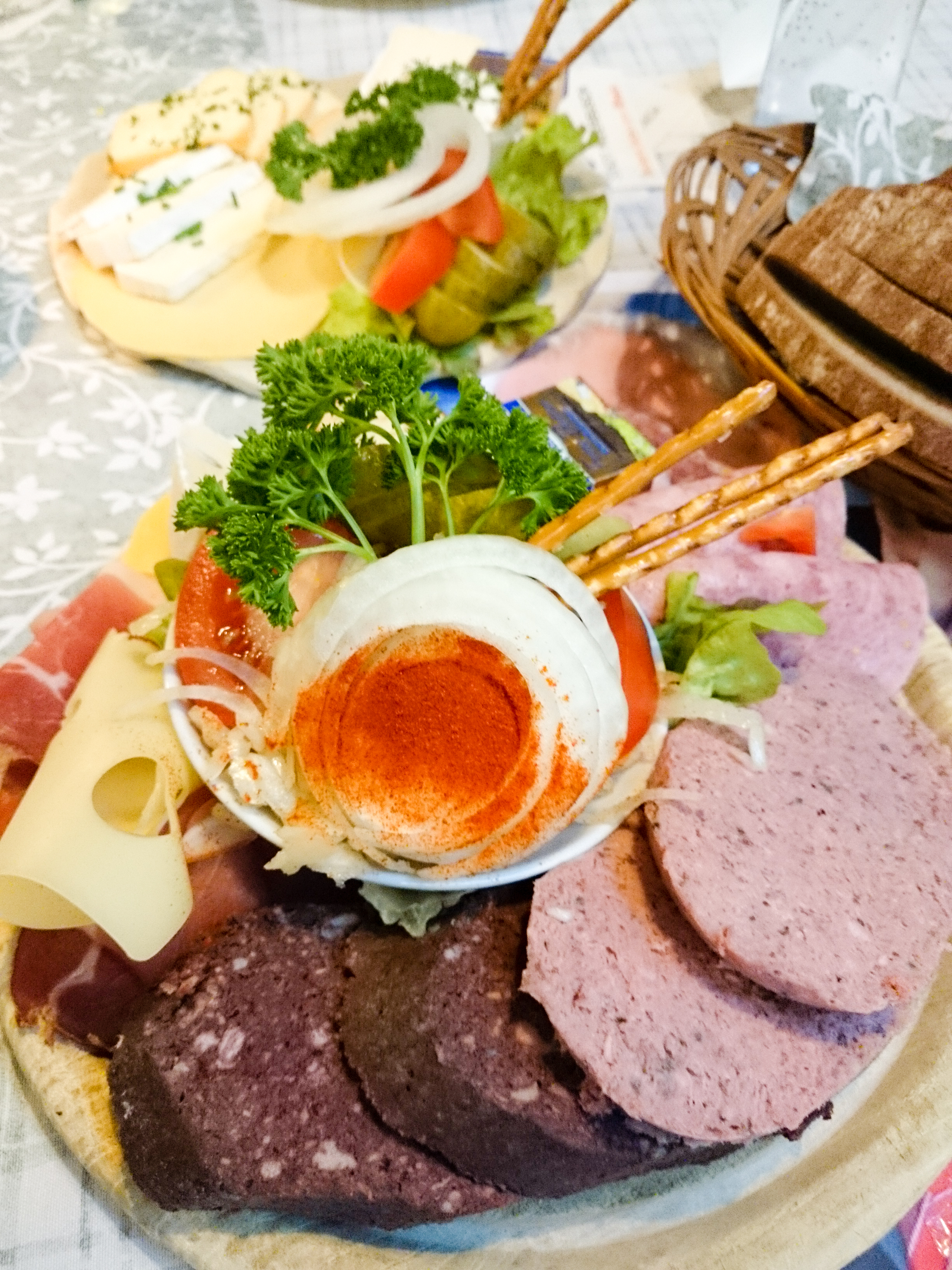
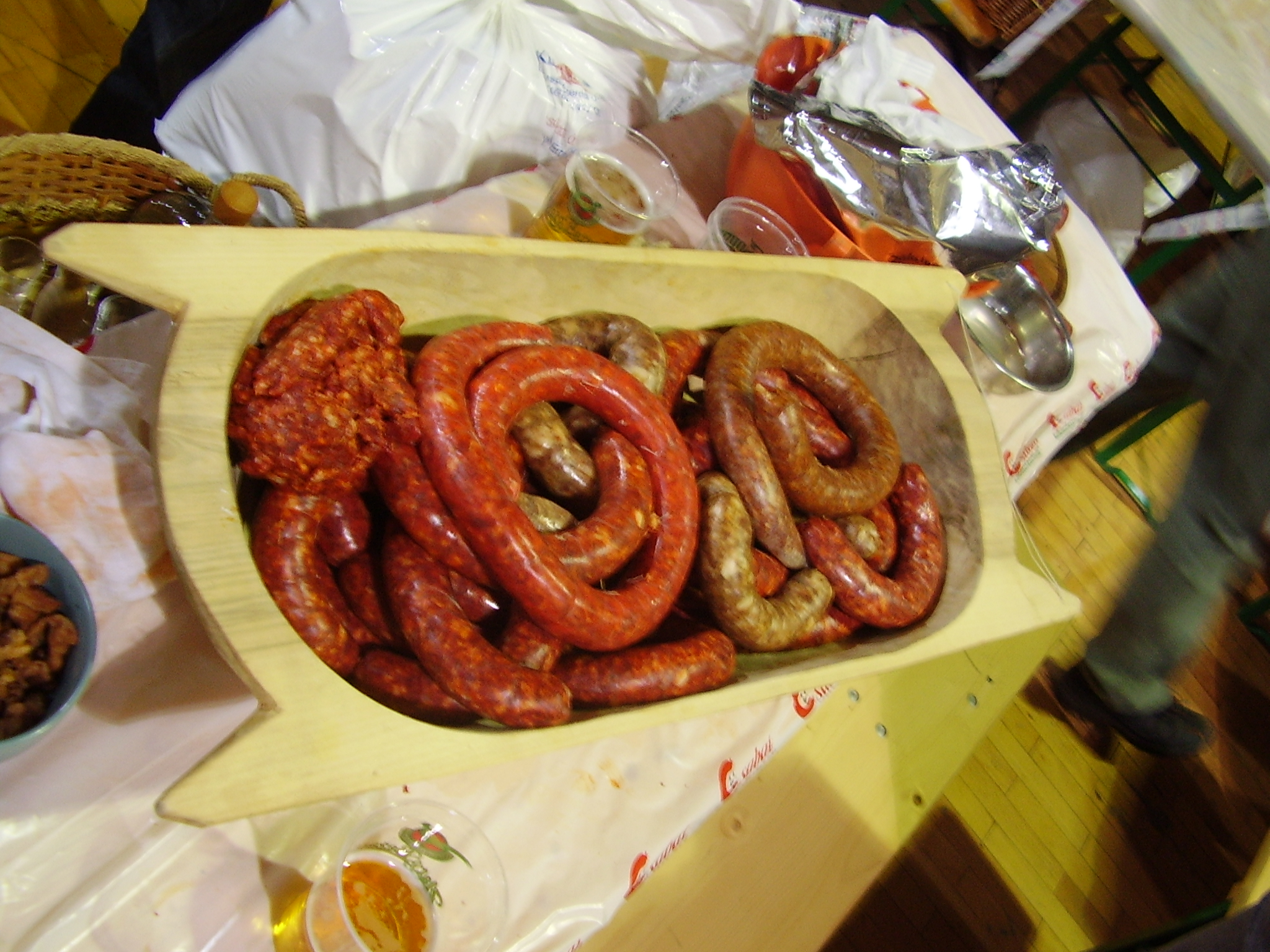
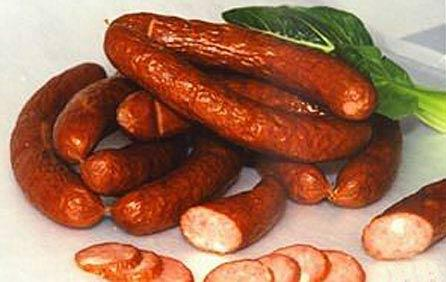
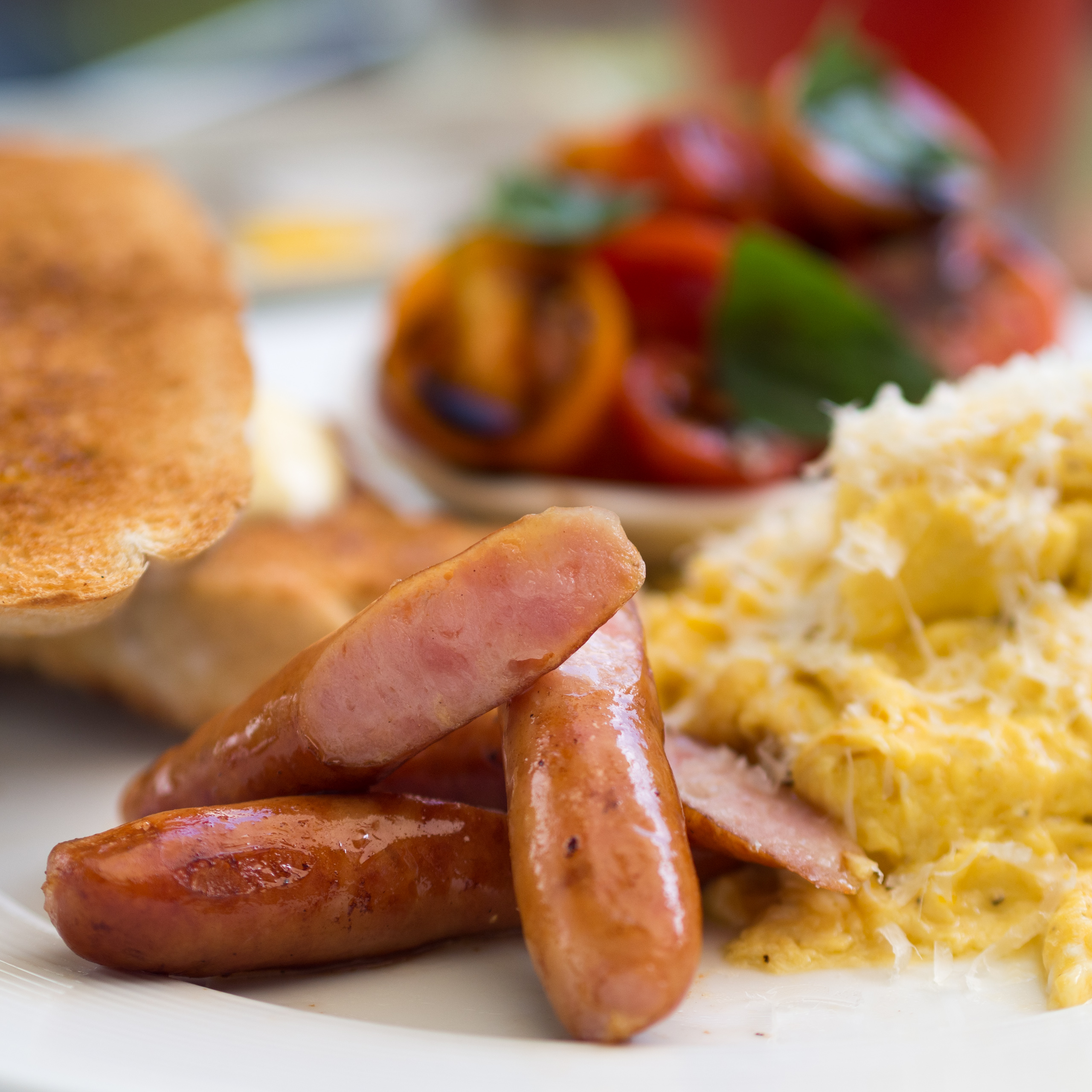